# Segarra
|  | Aquest article tracta sobre la comarca administrativa. Vegeu-ne altres significats a «Segarra (desambiguació)». |

La Segarra és una comarca catalana a Ponent, la capital de la qual és Cervera. Està situada en un altiplà i la seva extensió històricament era més extensa que l'actual (vegeu altiplà de la Segarra). El clima és continental amb hiverns freds i estius càlids, les pluges oscil·len entre els 350 i 450 mm l'any. La vegetació predominant és els camps de cereals amb clapes de bosc de pins, alzinars i rouredes.
El 21 de març de 2023 va entrar en vigor el canvi d'adscripció comarcal i veguerial dels municipis de Biosca i Torà que s'agregaren a la comarca del Solsonès.
| Municipi               | Habitants |
| ---------------------- | --------- |
| Cervera                | 9.093     |
| Estaràs                | 179       |
| Granyanella            | 174       |
| Granyena de Segarra    | 149       |
| Guissona               | 7.253     |
| Ivorra                 | 147       |
| Massoteres             | 221       |
| Montoliu de Segarra    | 185       |
| Montornès de Segarra   | 108       |
| Oluges, les            | 177       |
| Plans de Sió, els      | 602       |
| Ribera d'Ondara        | 470       |
| Sanaüja                | 454       |
| Sant Guim de Freixenet | 1.060     |
| Sant Guim de la Plana  | 185       |
| Sant Ramon             | 570       |
| Talavera               | 306       |
| Tarroja de Segarra     | 172       |
| Torrefeta i Florejacs  | 637       |
| Font: Idescat          |           |

## Etimologia
Es creu que el nom de Segarra prové del de la ciutat íbera de Sikarra, situada al terme municipal dels Prats de Rei, a l'Alta Segarra.

## Escut de la Segarra
L'escut oficial de la Segarra té el següent blasonament: El seu blasonament és: Escut caironat: de sinople, una espiga d'ordi d'or esfullada en pal amb tants grans com municipis tingui la comarca; la bordura componada d'or i de gules. Per timbre una corona mural de comarca.. Va ser aprovat el 19 de novembre de 1990. L'espiga al·ludeix als cereals com a conreu omnipresent a la comarca, amb un gra per cadascun dels seus municipis. La bordura representa els quatre pals de l'escut.

## Clima
El clima de la Segarra és Mediterrani Continental Sec, amb una precipitació mitjana anual escassa, entre 400 mm i 550 mm a gran part de la comarca, amb un màxim equinoccial i un mínim a l'hivern. Pel que fa a la temperatura, els hiverns són freds, amb mitjanes d'entre 3 °C i 4 °C sobretot a causa de les boires persistents dels mesos de desembre i gener, i els estius calorosos, entre 23 °C i 24 °C de mitjana, essent l'amplitud tèrmica anual alta. El període lliure de glaçades va de juny a setembre.

## Demografia

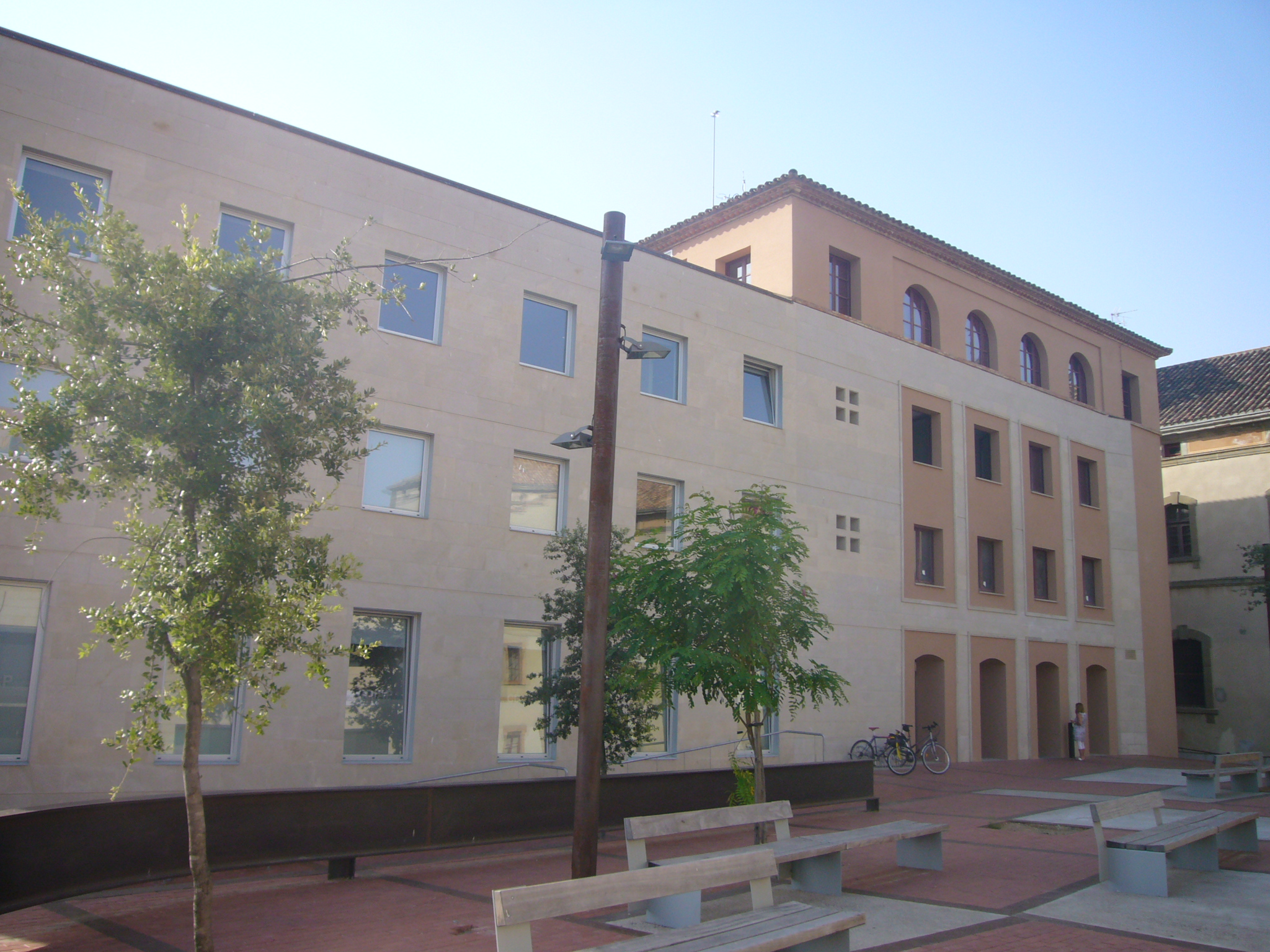
Seu del Consell Comarcal de la Segarra, a Cervera

| 1497 f | 1515 f | 1553 f | 1717  | 1787   | 1857   | 1877   | 1887   | 1900   | 1910   |
| ------ | ------ | ------ | ----- | ------ | ------ | ------ | ------ | ------ | ------ |
| 1.681  | 1.827  | 2.111  | 8.896 | 14.486 | 26.136 | 22.859 | 24.144 | 21.645 | 20.759 |

| 1920   | 1930   | 1940   | 1950   | 1960   | 1970   | 1981   | 1990   | 1992   | 1994   |
| ------ | ------ | ------ | ------ | ------ | ------ | ------ | ------ | ------ | ------ |
| 21.635 | 22.311 | 21.470 | 21.593 | 19.662 | 17.933 | 17.285 | 17.308 | 17.125 | 17.125 |

| 1996   | 1998   | 2000   | 2002   | 2004   | 2006   | 2008   | 2010   | 2012   | 2014   |
| ------ | ------ | ------ | ------ | ------ | ------ | ------ | ------ | ------ | ------ |
| 17.407 | 17.625 | 18.026 | 19.059 | 20.166 | 21.781 | 22.337 | 22.940 | 23.365 | 22.713 |

| 2016   | 2018   | 2020 | 2022 | 2024   | 2026 | 2028 | 2030 | 2032 | 2034 |
| ------ | ------ | ---- | ---- | ------ | ---- | ---- | ---- | ---- | ---- |
| 54.989 | 22.822 | -    | -    | 22.676 | -    | -    | -    | -    | -    |

## Política i govern

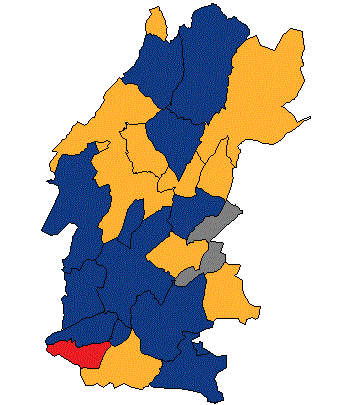
Mapa dels municipis de la comarca segons les alcaldies obtingudes segons les eleccions municipals de 2015.

| ERC-AM           |
| CiU              |
| PSC-CP           |
| ---------------- |
| independents-FIC |